# Отношения Израиля и Папуа — Новой Гвинеи
Отношения Израиля и Папуа — Новой Гвинеи — дипломатические и иные отношения между Государством Израиль и Папуа — Новой Гвинеей.
Отношения между двумя странами были установлены в 1978 году. В Тель-Авиве находится консульство Папуа — Новой Гвинеей, а израильский посол в Австралии аккредитован на Папуа — Новую Гвинею.

## История
В ноябре 2012 года Папуа — Новая Гвинея воздержалась от голосования по Резолюции Генеральной Ассамблеи ООН 67/19.
В октябре 2013 года премьер-министр Папуа — Новой Гвинеи Питер О’Нил посадил дерево в Иерусалиме. Во время своего визита он заявил: «Посадка дерева символизирует то, что у мира есть будущее, а у нас у всех — жизнь.».
В сентябре 2017 года израильский МИД подписал совместную декларацию о намерениях с австралийской организацией «YWAM Medical Ships», оказывающей медицинскую помощь Папуа — Новой Гвинее. Израиль будет поставлять медикаменты, обучать медицинский персонал и строить медицинские центры. Кроме того, будет поощряться медперсонал, принимающий участие в деятельности «YWAM Medical Ships» в качестве волонтёров.
В декабре 2017 года в рамках программы «Youth with a Mission» (YWAM) в Папуа — Новую Гвинею прибудут 61 израильский врач, а также будет доставлено медицинское оборудование и медикаменты на кораблях. Израильские специалисты в течение 6 месяцев будут проводить подготовку новогвинейских коллег и медицинского персонала.
Пострадавшим от сильного землетрясения 7 марта 2018 года районам Папуа — Новой Гвинеи Израиль направил гуманитарную помощь в виде 40 электрогенераторов через организацию МАШАВ. Тибор Шалев-Шлоссер, посол Израиля в островных государствах Тихого океана, изучает объём помощи, которая может быть оказана еврейским государствам этим странам.
В феврале 2023 года министр иностранных дел Израиля Эли Коэн провёл телефонный разговор с главой МИД Папуа-Новой Гвинеи Джастином Ткаченко. В ходе разговора была достигнута договорённость об открытии посольства Папуа — Новой Гвинеи в Иерусалиме уже в 2023 года.
В июле 2023 года когда было объявлено об установлении дипломатических отношений между Израилем и Ниуэ, израильский посол в Новой Зеландии, аккредитованный также на страны региона, рассказал, что в скором времени свои представительства в Израиле планируют открыть Фиджи и Папуа-Новая Гвинея.
В сентябре 2023 года состоялся визит премьер-министра Джеймса Марапе в Израиль, в ходе которого 5 сентября 2023 года он открыл посольство своей страны в Иерусалиме. По сообщениям СМИ израильское правительство оказало финансовую поддержку Папуа — Новой Гвинее в вопросах открытия дипломатической миссии.

## Культурные связи
Есть мнение, что народ гогодала (Gogodala people) в западной провинции Папуа — Новой Гвинеи является потомками одного из потерянных колен Израиля. Эти предположения изучались Тюдором Парфиттом, профессором религиоведения Флоридского международного университета.
Культура народности хули в провинции Хела также часто описывается как похожая на еврейскую.